# WebGUI
WebGUI is opensourcecontentmanagementsysteem. Het biedt een oplossing om websites op eenvoudige wijze te voorzien van regelmatige updates en interactieve componenten. 
WebGUI is geschreven in de programmeertaal Perl en maakt gebruik van de webserver Apache en databasesysteem MySQL. WebGUI wordt onder andere gebruikt door de KNVB en de NLLGG.